# Блейкли (тауншип, Миннесота)
Блейкли (англ. Blakeley) — тауншип в округе Скотт, Миннесота, США. На 2000 год его население составило 496 человек.

## География
По данным Бюро переписи населения США площадь тауншипа составляет 71,5 км², из которых 69,7 км² занимает суша, а 1,8 км² — вода (2,50 %).

## Демография
По данным переписи населения 2000 года здесь находились 496 человек, 166 домохозяйств и 132 семьи.  Плотность населения —  7,1 чел./км².  На территории тауншипа расположено 169 построек со средней плотностью 2,4 построек на один квадратный километр. Расовый состав населения: 97,58 % белых, 0,40 % афроамериканцев, 0,40 % азиатов, 0,60 % — других рас США и 1,01 % приходится на две или более других рас. Испанцы или латиноамериканцы любой расы составляли 2,02 % от популяции тауншипа.
Из 166 домохозяйств в 37,3 % воспитывались дети до 18 лет, в 68,7 % проживали супружеские пары, в 4,8 % проживали незамужние женщины и в 19,9 % домохозяйств проживали несемейные люди. 12,0 % домохозяйств состояли из одного человека, при том 6,0 % из — одиноких пожилых людей старше 65 лет. Средний размер домохозяйства — 2,99, а семьи — 3,33 человека.
29,2 % населения — младше 18 лет, 9,1 % — в возрасте от 18 до 24 лет, 29,4 % — от 25 до 44, 22,4 % — от 45 до 64, и 9,9 % — старше 65 лет. Средний возраст — 36 лет. На каждые 100 женщин приходилось 96,0 мужчин.  На каждые 100 женщин старше 18 приходилось 102,9 мужчин.
Средний годовой доход домохозяйства составлял 59 583 доллара, а средний годовой доход семьи —  64 375 долларов. Средний доход мужчин —  39 375  долларов, в то время как у женщин — 29 167. Доход на душу населения составил 22 530 долларов. За чертой бедности находились 4,1 % семей и 3,6 % всего населения тауншипа, из которых 20,5 % старше 65 лет.